# Теља (Салерно)
Теља је насеље у Италији у округу Салерно, региону Кампанија.
Према процени из 2011. у насељу је живело 217 становника. Насеље се налази на надморској висини од 484 м.